# أمانة بغداد
أمانة بغداد هي الجهة الحكومية المسؤولة عن عاصمة جمهورية العراق بغداد وهذه الأمانة بالإضافة إلى البلديات الموجودة في العاصمة مسؤولة عن نظافة المدينة وجماليتها. ولقد تأسست مع بداية تأسيس المملكة العراقية وكان إسمها أمانة العاصمة، وكان أول مدير أو أمين عاصمة لها هو أرشد العمري، وللأمانة فعاليات عديدة منها إقامة الحفلات وتطوير المدينة وتحسين مظهرها، ومن منجزاتها إقامة مهرجانات سنوية كمهرجان يوم بغداد ومعرض بغداد الدولي للزهور الذي يقام على أرض وحدائق متنزه الزوراء.
ويحدد قانون أمانة بغداد المرقم 16 لسنة 1995 (المعدل) مهمتها في المادة (1) بـما يلي: «تتولى أمانة بغداد تقديم الخدمات البلدية ضمن حدود مدينة بغداد بما يضمن تطورها بشكل مخطط يتناسب مع كونها عاصمة العراق».

## مهماتها

قاعة اجتماعات في بناية أمانة بغداد، يظهر مصطفى الكاظمي مترأسا الاجتماع يوم 18 أيار 2022

- الاهتمام بجمالية العاصمة
- الاهتمام بنظافة العاصمة
- تعبيد الطرق
- الاهتمام بمشاريع العاصمة
- إنشاء الجسور
- تشجير العاصمة
- إنشاء المنتزهات والحدائق العامة

## النظام الإداري
لأمانة بغداد دوائر وأقسام تابعة لها:-
| مكتب أمين بغداد                          |
| ---------------------------------------- |
| مكتب التصاريح الأمنية                    |
| وكالة أمانة بغداد للشؤون الإدارية        |
| أمانة بغداد للشؤون الفنية                |
| أمانة بغداد للشؤون البلدية /وكالة        |
| دائرة الرقابة والتدقيق                   |
| الدائرة الإدارية والمالية                |
| الدائرة القانونية وكالة                  |
| المديرية العامة للحراسات والأمن          |
| دائرة العقارات                           |
| المديرية العامة للعلاقات والإعلام /وكالة |
| دائرة التصاميم                           |
| دائرة المشاريع                           |
| دائرة الوحدات الإنتاجية                  |
| دائرة المتنزهات والتشجير وكالة           |
| دائرة ماء بغداد /وكالة                   |
| دائرة مجاري بغداد                        |
| دائرة التخطيط والمتابعة                  |
| شركة تنفيذ مشاريع الماء /وكالة           |
| شركة ابن رشد العامة                      |
| دائرة المخلفات الصلبة والبيئة            |
| دائرة بلدية الصدر الاولى /وكالة          |
| دائرة بلدية الصدر الثانية /وكالة         |
| دائرة بلدية الأعظمية /وكالة              |
| دائرة بلدية الشعب                        |
| دائرة بلدية الكرادة                      |
| دائرة بلدية الغدير /وكالة                |
| دائرة بلدية بغداد الجديدة / وكالة        |
| دائرة بلدية مركز الرصافة / وكالة         |
| دائرة بلدية مركز الكرخ /وكالة            |
| دائرة بلدية الشعلة                       |
| دائرة بلدية الكاظمية / وكالة             |
| دائرة بلدية المنصور                      |
| دائرة بلدية الرشيد                       |
| دائرة بلدية الدورة / وكالة               |
| بلدية المنطقة الخضراء وطريق المطار       |

## تاريخ بلدية بغداد
يرجع تشكيل أول بلدية لبغداد إلى عهد مدحت باشا في عام 1285ه‍ ، وكان إبراهيم الدفتري أول رئيس بلدية حينئذٍ.
وذُكر في قانون البلديات عام 1877م، أنّ بغداد مقسمة ثلاثة أقسام، الرصافة وباب الشيخ والكرخ، ثم اندمجت الأقسام وعادت بغداد بلدية واحدة في عام 1325ه‍، وفي عام 1931م، صدر قانون إدارة البلديات الذي استمد أكثر أحكامه من قانون بلديات الإيالات العثماني، وذُكر فيه تغيير تسمية بلدية بغداد ليكون اسمها أمانة العاصمة. وحين احتل الجيشُ الأمريكيُّ العراقَ ترك الجيشُ الأمريكي بغدادَ بدون أمين للعاصمة من يوم الاحتلال المصادف 1 أيار سنة 2003 حتى شهر نيسان من سنة 2004.